# Experimental-Untersuchungen über Elektrizität

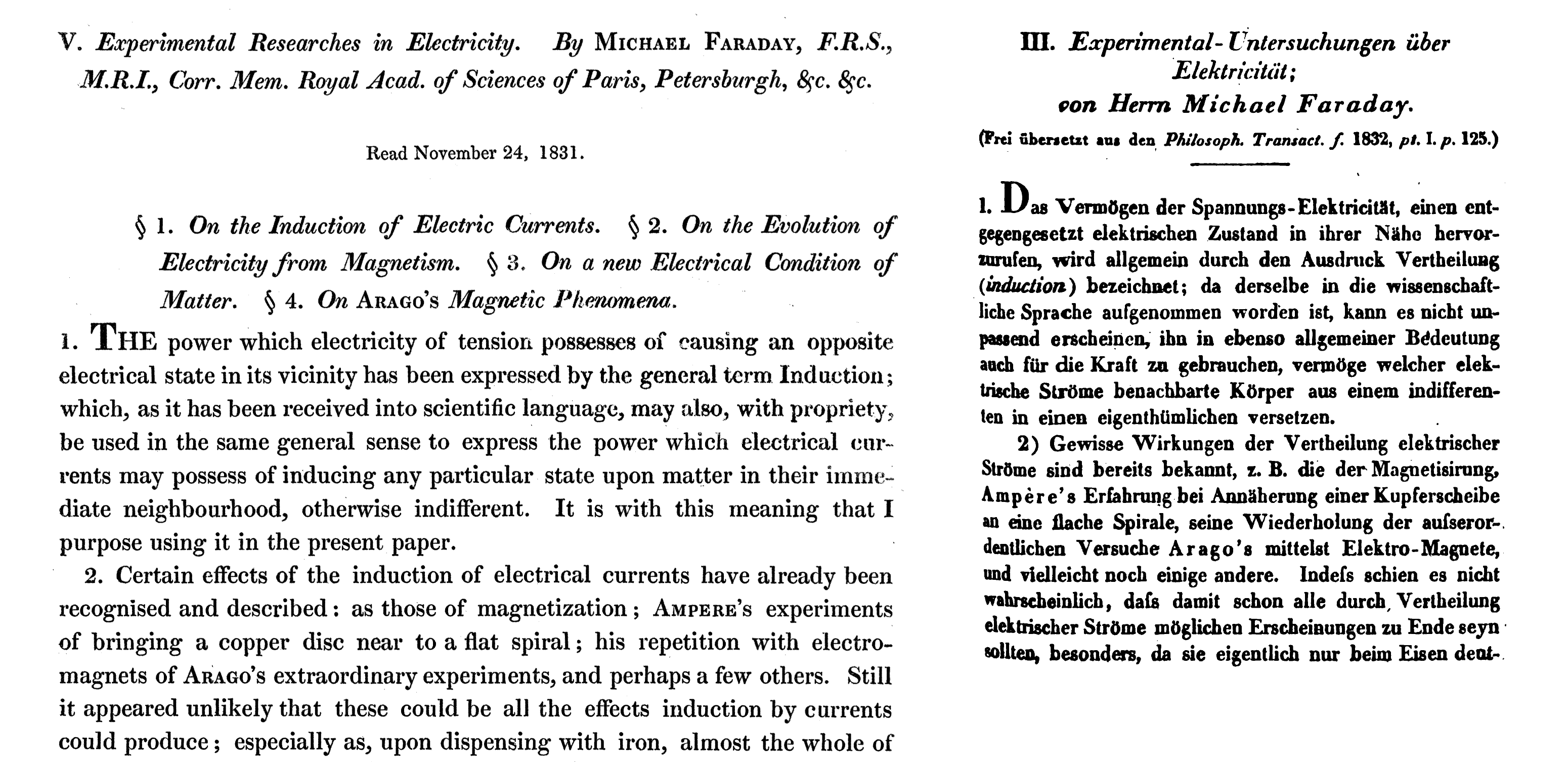
Anfang der ersten Folge der Experimental Researches in Electricity im englischen Original und der ersten deutschen Übersetzung.

Experimental-Untersuchungen über Elektrizität (englischer Originaltitel: Experimental Researches in Electricity, kurz ERE) ist der Titel einer von 1831 bis 1854 von Michael Faraday in den Philosophical Transactions of the Royal Society veröffentlichten Artikelserie. Unter diesem Titel fasste Faraday später auch seine Forschungsergebnisse zur Elektrizität zusammen, die in den Jahren 1839, 1844 und 1855 in drei Bänden im Verlag von Richard Taylor und William Francis erschienen. Es gilt als das wichtigste Werk der Elektrizitäts- und Magnetismusforschung im zweiten Drittel des 19. Jahrhunderts.

## Philosophical Transactions
Am 24. November 1831 verlas Michael Faraday vor den Mitgliedern der Royal Society einen ersten Beitrag über die von ihm entdeckte elektromagnetische Induktion. Der im Mai 1832 in den Philosophical Transactions veröffentlichte Artikel trug die Hauptüberschrift Experimental Researches in Electricity und markierte den Beginn einer 30 Folgen umfassenden Artikelserie deren letzter Beitrag 1854 erschien. Diese Artikel umfassen Faraday Forschungen zur elektromagnetischen Induktion (ERE 1–4), zur Elektrochemie und Batterietheorie (ERE 5–10, 15–17), zur Elektrostatik (ERE 11–14, 18), dem magnetooptischen Effekt und dem Diamagnetismus (ERE 19–22) sowie zum Magnetismus und seiner Feldtheorie (ERE 23–29).
Faraday nummerierte die Absätze in den Artikel der Experimental Researches in Electricity fortlaufend. Die 30. Folge endete mit dem Abschnitt 3430. Die fortlaufende Nummerierung der unter dem Haupttitel Experimental Researches in Electricity erscheinenden Abschnitte wurde zweimal unterbrochen, da Faraday zwei Artikel mit mehr spekulativen Themen im Philosophical Magazine veröffentlichte. Dies betraf die Nummern 3243–3299 vom 6. März 1852 sowie die Nummern 3300–3362 vom 20. Dezember 1854.
Die meisten Artikel Faradays in den Philosophical Transactions wurden von Johann Christian Poggendorff ins Deutsche übersetzt und erschienen unter dem Titel Experimental-Untersuchungen über Elektrizität in den Annalen der Physik und Chemie.
- ERE: Nummer der Folge
- Absätze: Nummern der enthaltenen Absätze
- Titel: Titel der Folge, einschließlich Faradays weiter Unterteilung Philosophical Transactions / Annalen der Physik und Chemie
- Datiert: Faradays Datierung des Artikels
- Eingegangen: Datum des Eingangs bei der Royal Society
- Gelesen: Datum des Vortrages vor den Mitgliedern der Royal Society
- Veröffentlichung: Weblink auf einen Scan in den Philosophical Transactions / Annalen der Physik und Chemie

| ERE | Absätze   | Titel | Datiert            | Eingegangen       | Gelesen                             | Veröffentlichung                                                                      |
| --- | --------- | --- | ------------------ | ----------------- | ----------------------------------- | ------------------------------------------------------------------------------------- |
| 1   | 1–139     | On the Induction of Electric Currents On the Evolution of Electricity from Magnetism On a new Electrical Condition of Matter On ARAGO'S Magnetic Phenomena                              | November 1831      | –                 | 24. November 1831                   | 1832. Band 122, S. 125–162, doi:10.1098/rstl.1832.0006                                |
| 1   | 1–139     | Vertheilung elektrischer Ströme Elektricitätserregung durch Magnetismus Neuer elektrischer Zustand der Materie . Erklärung der von Hrn. Arago beobachteten magnetischen Erscheinungen . | November 1831      | –                 | 24. November 1831                   | Band 101, 1832, S. 91–142, archive.org – Internet Archive                             |
| 2   | 140–264   | Terrestrial Magneto-electric Induction Force and Direction of Magneto-electric Induction generally                                                                                      | 21. Dezember 1831  | –                 | 12. Januar 1832                     | Band 122, 1832, S. 163–194, doi:10.1098/rstl.1832.0007                                |
| 2   | 140–264   | Magneto-elektrische Vertheilung durch Erdmagnetismus . Allgemeine Bemerkungen und Erläuterungen über die Kraft und Richtung der magneto-elektrischen Vertheilung                        | 21. Dezember 1831  | –                 | 12. Januar 1832                     | Band 101, 1832, S. 142–186, archive.org – Internet Archive                            |
| 3   | 265–379   | Identity of Electricities from different sources sources Relation by measure of common and voltaic Electricity                                                                          | 15. Dezember 1832  | –                 | 10. und 17. Januar 1833             | Band 123, 1833, S. 23–54, doi:10.1098/rstl.1833.0006                                  |
| 3   | 265–379   | Einerleiheit der Elektricitäten verschiedenen Ursprungs . Maaß-Beziehungen zwischen der gemeinen und der voltaschen Elektricität                                                        | 15. Dezember 1832  | –                 | 10. und 17. Januar 1833             | Band 105, 1833, S. 274–380, archive.org – Internet Archive                            |
| 4   | 380–449   | On a new law of Electric Conduction On Conducting Power generally | 15. April 1833     | 24. April 1833    | 23. Mai 1833                        | Band 123, 1833, S. 507–522, doi:10.1098/rstl.1833.0022                                |
| 4   | 380–449   | Ueber ein neues Gesetz der Elektricitätsleitung Vom Leitvermögen überhaupt | 15. April 1833     | 24. April 1833    | 23. Mai 1833                        | Band 107, 1834, S. 225–245, archive.org – Internet Archive                            |
| 5   | 450–563   | On Electro-chemical Decomposition | Juni 1833          | 18. Juni 1833     | 20. Juni 1833                       | Band 123, 1833, S. 675–710, doi:10.1098/rstl.1833.0030                                |
| 5   | 450–563   | Von der elektrochemischen Zersetzung | Juni 1833          | 18. Juni 1833     | 20. Juni 1833                       | Band 108, 1834, S. 401–453, gallica.bnf.fr                                            |
| 6   | 564–660   | On the power of Metals and other Solids to induce Combination of Gaseous Bodies | 20. November 1833  | 30. November 1833 | 11. Januar 1834                     | Band 124, 1834, S. 55–76, doi:10.1098/rstl.1834.0007                                  |
| 6   | 564–660   | Ueber das Vermögen der Metalle und anderer starrer Körper, Gase mit einander zu verbinden                                                                                               | 20. November 1833  | 30. November 1833 | 11. Januar 1834                     | Band 109, 1834, S. 149–189, books.google.com                                          |
| 7   | 661–874   | On Electro-chemical Decomposition, continued | 31. Dezember 1833  | 9. Januar 1834    | 23. Januar, 6. und 13. Februar 1834 | Band 124, 1834, S. 77–122, doi:10.1098/rstl.1834.0008                                 |
| 7   | 661–874   | Von der elektro-chemischen Zersetzung. Fortsetzung | 31. Dezember 1833  | 9. Januar 1834    | 23. Januar, 6. und 13. Februar 1834 | Band 109, 1834, S. 301–520, books.google.com                                          |
| 8   | 875–1047  | On the Electricity of the Voltaic Pile; its source, quantity, intensity and general characters                                                                                          | 31. März 1834      | 7. April 1834     | 5. Juni 1834                        | Band 124, 1834, S. 425–470, doi:10.1098/rstl.1834.0022                                |
| 8   | 875–1047  | Ueber die Elektricität der voltaschen Säule, ihre Abkunft, Menge, Stärke und ihre allgemeinen Kennzeichen                                                                               | 31. März 1834      | 7. April 1834     | 5. Juni 1834                        | Band 111, 1835, S. 1–260, archive.org – Internet Archive                              |
| 9   | 1048–1118 | On the influence by induction of an Electric Current on itself: – and on the inductive action of Electric Current generally                                                             | 8. Dezember 1834   | 18. Dezember 1834 | 29. Januar 1835                     | Band 125, 1835, S. 41–56, doi:10.1098/rstl.1835.0005                                  |
| 9   | 1048–1118 | Ueber den Vertheilungseinfluß eines elektrischen Stroms auf sich selbst und den elektrischer Ströme überhaupt                                                                           | 8. Dezember 1834   | 18. Dezember 1834 | 29. Januar 1835                     | Band 111, 1835, S. 413–444, archive.org – Internet Archive                            |
| 10  | 1119–1160 | On an improved form of the Voltaic Battery Some practical results respecting the construction and use of the Voltaic Battery                                                            | 11. Oktober 1834   | 16. Juni 1835     | 18. Juni 1835                       | Band 125, 1835, S. 263–274, doi:10.1098/rstl.1835.0016                                |
| 10  | 1119–1160 | Ueber eine verbesserte Form der voltaschen Batterie Einige practische Resultate in Bezug auf die Construction und den Gebrauch der voltaschen Batterie                                  | 11. Oktober 1834   | 16. Juni 1835     | 18. Juni 1835                       | Band 112, 1835, S. 505–525, archive.org – Internet Archive                            |
| 11  | 1161–1337 | On Induction | 16. November 1837  | 30. November 1837 | 21. Dezember 1837                   | Band 128, 1838, S. 1–40, doi:10.1098/rstl.1838.0002                                   |
| 11  | 1161–1337 | Ueber Vertheilung (Induction) | 16. November 1837  | 30. November 1837 | 21. Dezember 1837                   | Band 122, 1839, S. 1–581, archive.org – Internet Archive                              |
| 11S | 1307–1317 | Supplementary Note | 29. März 1838      | 29. März 1838     | -                                   | Band 128, 1838, S. 79–81, doi:10.1098/rstl.1838.0007                                  |
| 11S | 1307–1317 | Nachtrag | 29. März 1838      | 29. März 1838     | -                                   | Band 122, 1839, S. 581–585, archive.org – Internet Archive                            |
| 12  | 1318–1479 | On Induction (continued) | 23. Dezember 1837  | 11. Januar 1838   | 8. Februar 1838                     | doi:10.1098/rstl.1838.0008                                                            |
| 12  | 1318–1479 | Von der Vertheilung. (Fortsetzung.) | 23. Dezember 1837  | 11. Januar 1838   | 8. Februar 1838                     | Band 123, 1839, S. 33–562, gallica.bnf.fr                                             |
| 13  | 1480–1666 | On Induction (continued) Natur of the electrical current | 14. Februar 1838   | 22. Februar 1838  | 15. März 1838                       | Band 128, 1838, S. 125–168, doi:10.1098/rstl.1838.0009                                |
| 13  | 1480–1666 | Von der Vertheilung. (Fortsetzung.) Natur des elektrischen Stroms | 14. Februar 1838   | 22. Februar 1838  | 15. März 1838                       | Band 124, 1839, S. 269–539, books.google.com                                          |
| 14  | 1667–1748 | Nature of the electric force or forces Relation of the electric and magnetic forces Note on electrical excitation                                                                       | Juni 1838          | 21. Juni 1838     | 21. Juni 1838                       | Band 128, 1838, S. 265–282, doi:10.1098/rstl.1838.0014                                |
| 14  | 1667–1748 | Natur der elektrischen Kraft oder Kräfte Beziehungen zwischen elektrischen und magnetischen Kräften . Notiz über Elektricitäts-Erregung                                                 | Juni 1838          | 21. Juni 1838     | 21. Juni 1838                       | Ergänzungsband 1, 1842, S. 249–281, books.google.com                                  |
| 15  | 1749–1795 | Notice of the character and direction of the electric force of the Gymnotus | 9. November 1838   | 15. November 1838 | 6. Dezember 1838                    | Band 129, 1839, S. 1–12, doi:10.1098/rstl.1839.0002                                   |
| 15  | 1749–1795 | Ueber den Charakter und die Richtung der elektrischen Kraft des Gymnotus | 9. November 1838   | 15. November 1838 | 6. Dezember 1838                    | Ergänzungsband 1, 1842, S. 385–405, books.google.com                                  |
| 16  | 1796–1912 | On the source of power in the voltaic pile | 12. Dezember 1839  | 23. Januar 1840   | 6. Februar 1840                     | Band 130, 1840, S. 61–91, doi:10.1098/rstl.1840.0003                                  |
| 16  | 1796–1912 | Ueber die Quelle der Kraft in der Volta’schen Säule | 12. Dezember 1839  | 23. Januar 1840   | 6. Februar 1840                     | Band 128, 1841, S. 149–573, archive.org – Internet Archive                            |
| 17  | 1913–2074 | On the source of power in the voltaic pile. (continued) | 26. Dezember 1839  | 30. Januar 1840   | 19. März 1840                       | Band 130, 1840., S. 93–127, doi:10.1098/rstl.1840.0004                                |
| 17  | 1913–2074 | Ueber die Quelle der Kraft in der Volta’schen Säule | 26. Dezember 1839  | 30. Januar 1840   | 19. März 1840                       | Band 129, 1841, S. 316–572, archive.org – Internet Archive                            |
| 18  | 2075–2145 | On the electricity evolved by the friction of water and steam against other bodies | –                  | 26. Januar 1843   | 2. Februar 1843                     | Band 133, 1843, S. 17–32, doi:10.1098/rstl.1843.0004                                  |
| 18  | 2075–2145 | Ueber die Elektricitäts-Erregung durch Reibung von Wasser und Dampf an anderen Körpern                                                                                                  | –                  | 26. Januar 1843   | 2. Februar 1843                     | Band 136, 1843, S. 321–347, archive.org – Internet Archive                            |
| 19  | 2146–2242 | On the magnetization of light and the illumiation of magnetic lines of force | 29. Oktober 1845   | 6. November 1845  | 20. November 1845                   | Band 136, 1846, S. 1–20, doi:10.1098/rstl.1846.0001                                   |
| 19  | 2146–2242 | Ueber die Magnetisierung des Lichts und die Belichtung der Magnetkraftlinien | 29. Oktober 1845   | 6. November 1845  | 20. November 1845                   | Band 144, 1846, S. 105–136, archive.org – Internet Archive                            |
| 20  | 2243–2342 | On new magnetic actions, and on the magnetic condition of all matter | 27. November 1845  | 6. Dezember 1845  | 18. Dezember 1845                   | Band 136, 1846, S. 21–40, doi:10.1098/rstl.1846.0003                                  |
| 20  | 2243–2342 | Ueber neue magnetische Wirkungen und über den magnetischen Zustand aller Substanzen | 27. November 1845  | 6. Dezember 1845  | 18. Dezember 1845                   | Band 145, 1846, S. 289–320, books.google.com                                          |
| 21  | 2343–2453 | On new magnetic actions, and on the magnetic condition of all matter – continued | 22. Dezember 1845  | 24. Dezember 1845 | 8. Januar 1846                      | Band 136, 1846, S. 41–62, doi:10.1098/rstl.1846.0004                                  |
| 21  | 2343–2453 | Ueber neue magnetische Wirkungen und über den magnetischen Zustand aller Substanzen; Fortsetzung                                                                                        | 22. Dezember 1845  | 24. Dezember 1845 | 8. Januar 1846                      | Band 146, 1847, S. 24–59, archive.org – Internet Archive                              |
| 22  | 2454–2534 | On the crystalline polarity of bismuth and other bodies, and on its relation to the magnetic form of force                                                                              | 23. September 1848 | 4. Oktober 1848   | 7. Dezember 1848                    | Band 139, 1849, S. 1–18, doi:10.1098/rstl.1849.0001                                   |
| 22  | 2454–2534 | Ueber die Krystallpolarität des Wismuths und anderer Körper und über ihre Beziehung zur magnetischen Kraftform                                                                          | 23. September 1848 | 4. Oktober 1848   | 7. Dezember 1848                    | Ergänzungsband 3, 1853, S. 1–64, archive.org – Internet Archive                       |
| 23  | 2640–2701 | On the polar or other condition of diamagnetic bodies | 14. Dezember 1849  | 1. Januar 1850    | 7. und 14. März 1850                | Band 140, 1850, S. 171–188, doi:10.1098/rstl.1850.0008                                |
| 23  | 2640–2701 | Ueber den polaren und sonstigen Zustand der diamagnetischen Körper | 14. Dezember 1849  | 1. Januar 1850    | 7. und 14. März 1850                | Band 158, 1851, S. 75–245, gallica.bnf.fr                                             |
| 24  | 2702–2717 | On the possible relation of gravity to electricity | 19. Juli 1850      | 1. August 1850    | 28. November 1850                   | Band 141, 1851, S. 1–6, doi:10.1098/rstl.1851.0001                                    |
| 24  | 2702–2717 | Ueber den möglichen Zusammenhang der Schwerkraft mit der Elektricität | 19. Juli 1850      | 1. August 1850    | 28. November 1850                   | Ergänzungsband 3, 1853, S. 64–72, archive.org – Internet Archive                      |
| 25  | 2718–2796 | On the magnetic and diamagnetic condition of bodies | 2. August 1850     | 15. August 1850   | 28. November 1850                   | Band 141, 1851, S. 7–28, doi:10.1098/rstl.1851.0004                                   |
| 25  | 2718–2796 | Ueber den magnetischen und diamagnetischen Zustand der Körper | 2. August 1850     | 15. August 1850   | 28. November 1850                   | Ergänzungsband 3, 1853, S. 73–108, archive.org – Internet Archive                     |
| 26  | 2797–2968 | Magnetic conducting power Atmospheric magnetism | 14. September 1850 | 29. Oktober 1850  | 28. November 1850                   | Band 141, 1851, S. 29–84, doi:10.1098/rstl.1851.0005                                  |
| 26  | 2797–2968 | Magnetisches Leitvermögen Atmosphärischer Magnetismus | 14. September 1850 | 29. Oktober 1850  | 28. November 1850                   | Ergänzungsband 3, 1853, S. 108–232, archive.org – Internet Archive                    |
| 27  | 2969–3069 | Atmospheric magnetism – continued | 16. November 1850  | 19. November 1850 | 28. November 1850                   | Band 141, 1851, S. 85–122, doi:10.1098/rstl.1851.0006                                 |
| 27  | 2969–3069 | Atmosphärischer Magnetismus, Fortsetzung | 16. November 1850  | 19. November 1850 | 28. November 1850                   | Ergänzungsband 3, 1853, S. 481–534, archive.org – Internet Archive                    |
| 28  | 3070–3176 | On the Lines of Magnetic Force; their definitive character; and their distribution within a Magnet and through Space                                                                    | 9. Oktober 1851    | 22. Oktober 1851  | 27. November und 11. Dezember 1851  | Band 142, 1852, S. 25–56, doi:10.1098/rstl.1852.0004                                  |
| 28  | 3070–3176 | [ Über magnetische Kraftlinien, ihre Bestimmtheit und ihre Vertheilung in einem Magnet und im Raume ]                                                                                   | 9. Oktober 1851    | 22. Oktober 1851  | 27. November und 11. Dezember 1851  | Ergänzungsband 3, 1853, S. 535–541, archive.org – Internet Archive (nur auszugsweise) |
| 29  | 3177–3242 | On the employment of the Induced Magneto-electric Current as a test and measure of Magnetic Forces                                                                                      | 20. Dezember 1851  | 31. Dezember 1851 | 25. März und 1. April 1852          | Band 142, 1852, S. 137–159, doi:10.1098/rstl.1852.0012                                |
| 29  | 3177–3242 | [ Über die Anwendung des magneto-electrischen Inductionsstromes zum Nachweis und zur Messung magnetischer Kräfte ]                                                                      | 20. Dezember 1851  | 31. Dezember 1851 | 25. März und 1. April 1852          | Ergänzungsband 3, 1853, S. 542–545, archive.org – Internet Archive (nur auszugsweise) |
| 30  | 3363–3430 | Constancy of differential magnecrystallic force in different media Action on heat on magnecrystalls Effect of heat upon the absolutie magnetic force of bodies                          | 9. Oktober 1854    | 24. Oktober 1854  | 15. und 22. November 1854           | Band 146, 1856, S. 159–180, doi:10.1098/rstl.1856.0011                                |
| 30  | 3363–3430 | Beständigkeit der Differential-Magnekrystallkraft in verschiedenen Medien Wirkung der Wärme auf Magnekrystalle Wirkung der Wärme auf die absolute Magnetkraft von Körpern               | 9. Oktober 1854    | 24. Oktober 1854  | 15. und 22. November 1854           | Band 176, 1857, S. 111–459, gallica.bnf.fr                                            |

## Inhalt der Buchausgabe
Unter dem Titel Experimental Researches in Electricity erschien Mai 1839 im Verlag von Richard Taylor und William Francis ein erster Band in dem Faraday seine Forschungsergebnisse zur Elektrizität zusammenfasste und dem 1844 sowie 1855 zwei weitere Bände folgten.
Bereits 1834 trat der Verleger John Murray an Faraday mit dem Ansinnen heran, die ersten Folgen der Experimental Researches in Electricity in einem Sammelband nachdrucken zu dürfen. Das Projekt kam jedoch nicht zustande. Mitte November 1838 bat Faraday Samuel Hunter Christie sich beim Council der Royal Society für eine Nachdruckgenehmigung der Artikel einzusetzen. Die Genehmigung des Councils wurde Faraday am 20. November 1838 erteilt. Von Ende 1838 bis in das Jahr 1839 hinein stellte Faraday den ersten Band zusammen und erstellte ein umfangreiches Register.

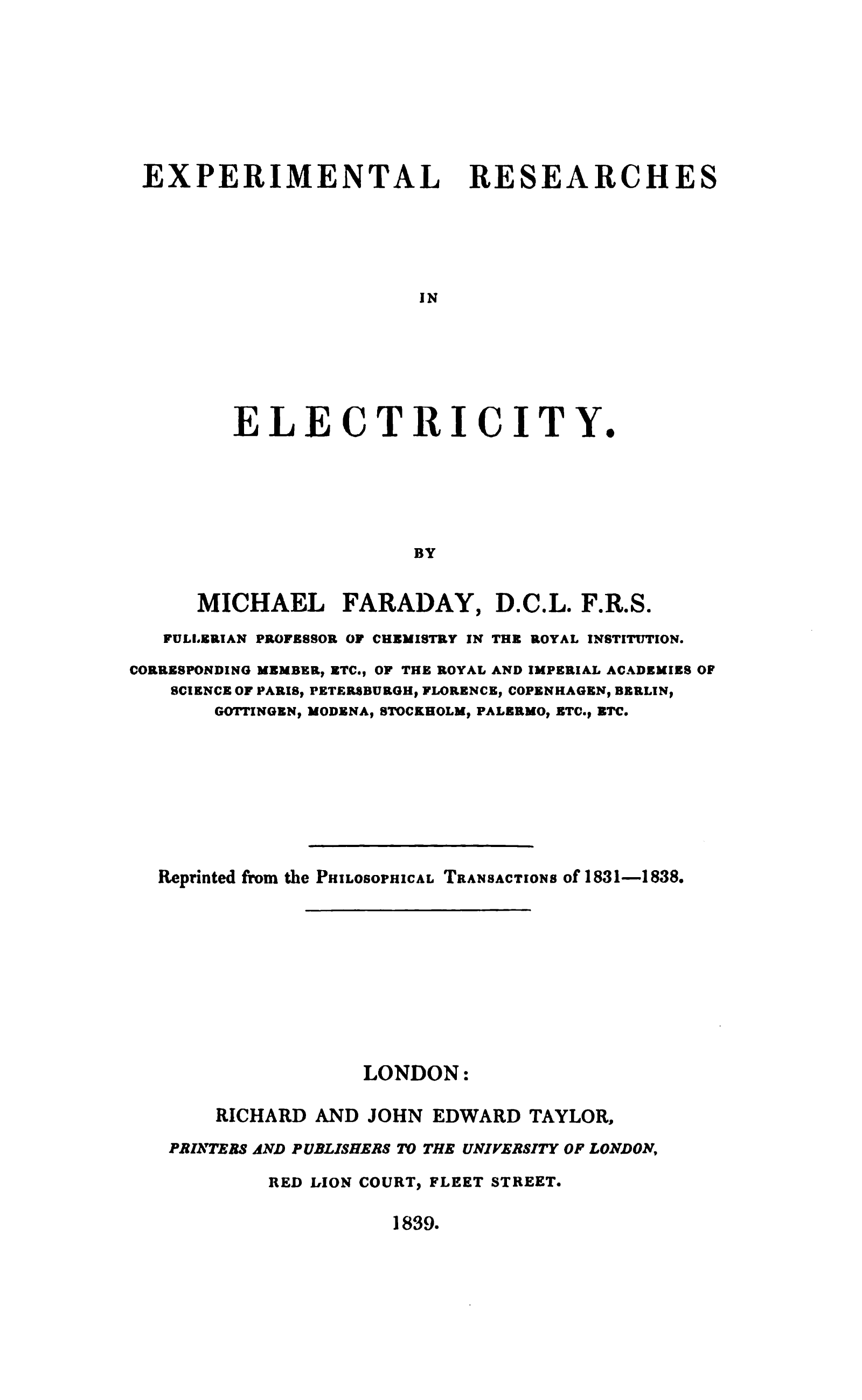
Titelseite von Band 1.
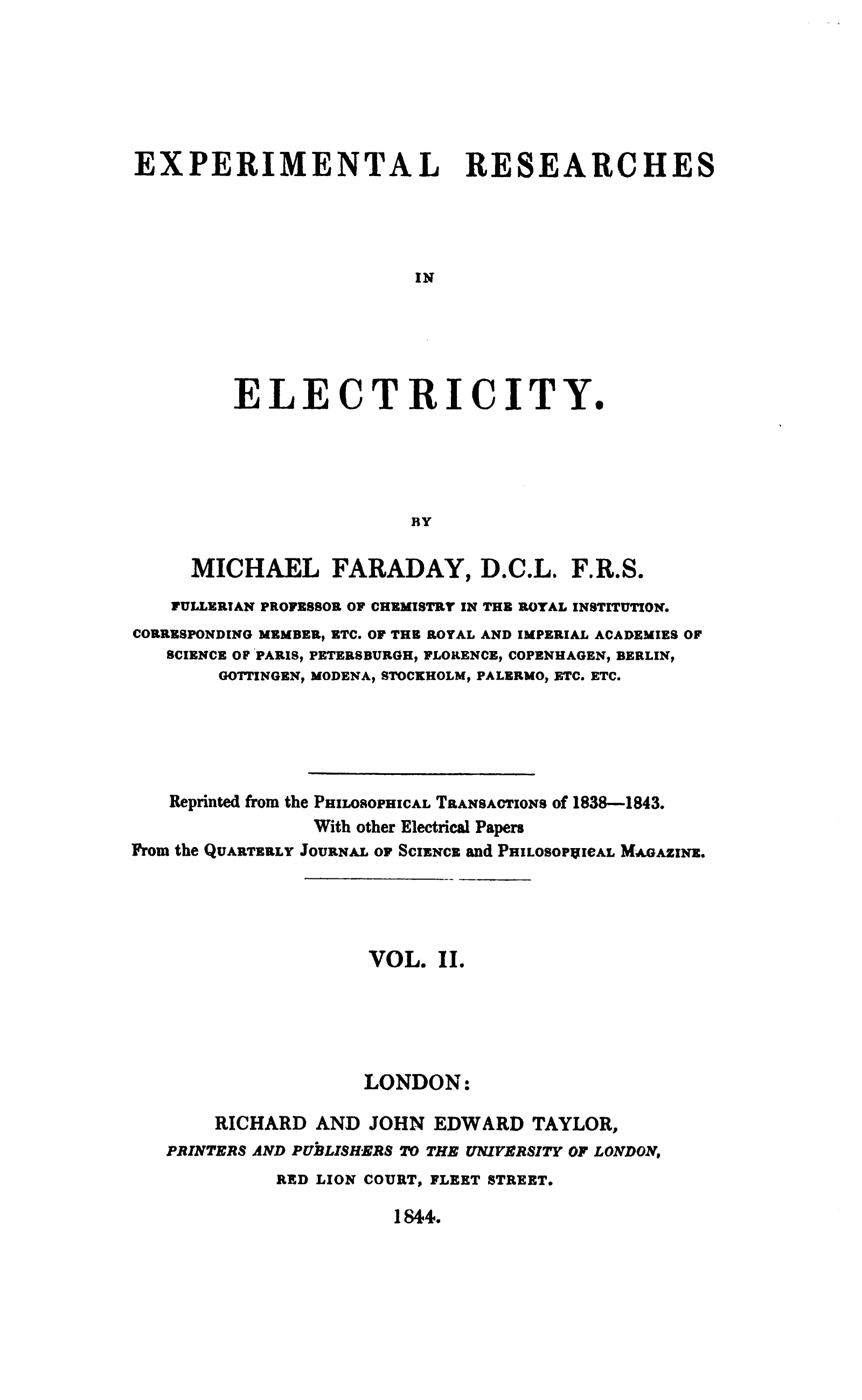
Titelseite von Band 2.
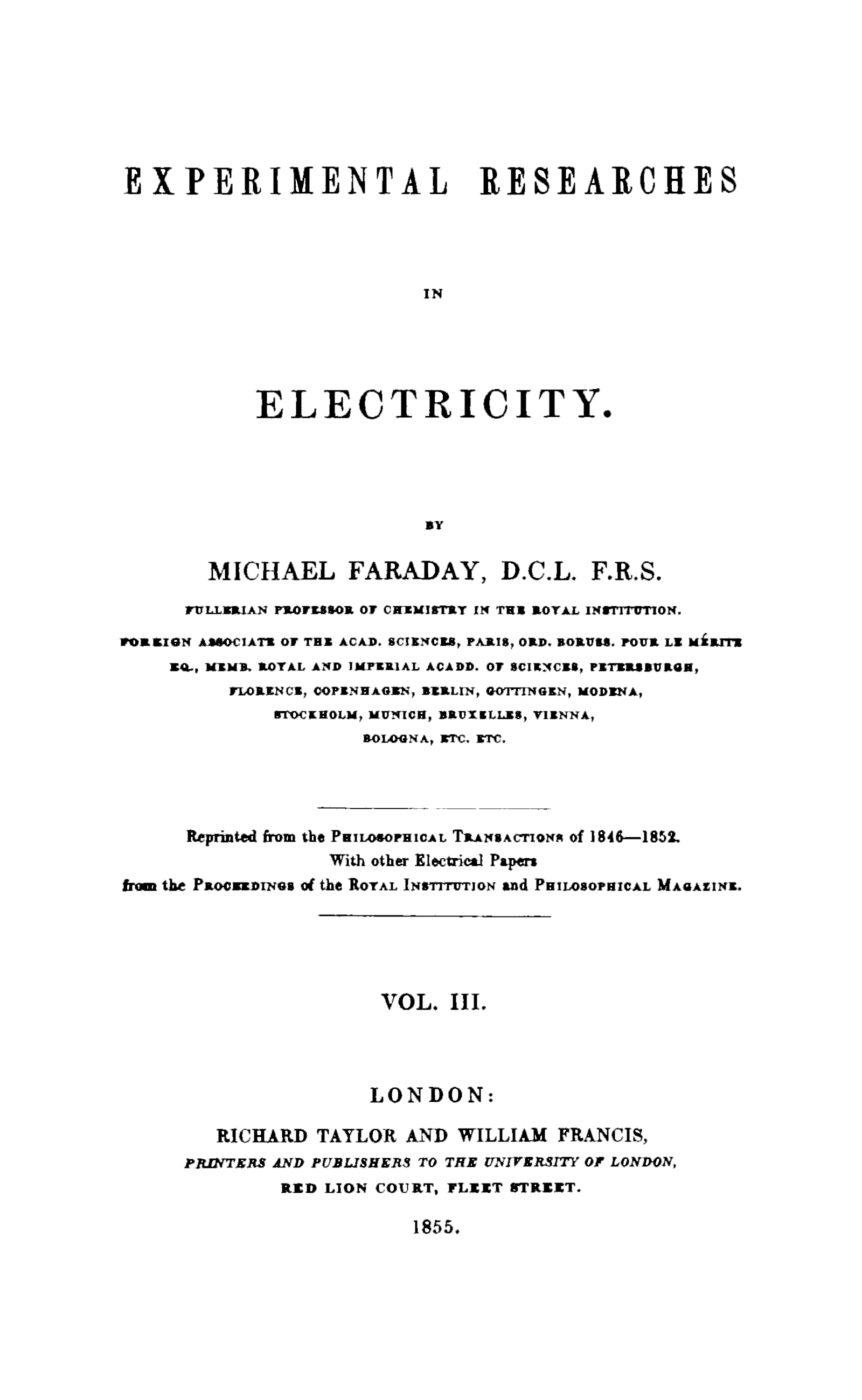
Titelseite von Band 3.

### Erster Band (1839)
Der erste Band umfasst ausschließlich die ersten 14 Folgen seiner von 1832 bis 1838 in den Philosophical Transactions der Royal Society erschienenen Artikelserie Experimental Researches in Electricity. In seinem Vorwort vom März 1839 schrieb Faraday, dass er nur kleine typographische und grammatikalische Änderungen vorgenommen sowie einige durch „Dec. 1838“ gekennzeichnete Anmerkungen ergänzt habe, um Fehler zu korrigieren oder Sachverhalte zu veranschaulichen. Er verwies weiterhin auf vier seiner frühen Arbeiten zur „elektromagnetischen Rotation“ aus dem Quarterly Journal of Science sowie seinen Brief an Joseph Louis Gay-Lussac, die thematisch zu diesem Band gepasst hätten. Im Vorwort ist es Faraday ein Bedürfnis auf zwei Arbeiten, die sich kritisch mit seinen experimentellen Forschungen auseinandergesetzt haben, hinzuweisen. Es handelt sich dabei um eine Arbeit von Moritz Hermann von Jacobi über galvanische Funken sowie von Stefano Giovanni Marianini (1790–1866).

### Zweiter Band (1844)
Der 1844 veröffentlichte zweite Band umfasste die Folgen 15 bis 18 der Artikelserie Experimental Researches in Electricity, die Faraday in den Jahren von 1839 bis 1843 publiziert hatte. Darüber hinaus nahm er – worauf er beim ersten Band noch verzichtet hatte – zahlreiche seiner frühen Arbeiten auf. Nach dem Artikel Note on New Electro-Magnetical Motions fügte Faraday einen kurzen Hinweis auf seinen zweiteiligen Historical Sketch of Electro-Magnetism, der anonym, im September und Oktober 1821 in den Annals of Philosophy erschienen war.
Neben den Folgen 15 bis 18 der Artikelserie Experimental Researches in Electricity umfasst der zweite Band folgende Artikel:
- On some new Electro-Magnetical Motions, and on the Theory of Magnetism. In: Quarterly Journal of Science. Band 12, 1822, S. 74–96,  archive.org – Internet Archive.
- New Electro-Magnetic Rotation Apparatus. In: Quarterly Journal of Science. Band 12, 1822, S. 186–187, archive.org – Internet Archive.
- Description of an Electro-magnetical Apparatus for the Exhibition of Rotatory Motion. In: Quarterly Journal of Science. Band 12, 1822, S. 283–285,  archive.org – Internet Archive.
- Note on New Electro-Magnetical Motions. In: Quarterly Journal of Science. Band 12, 1822, S. 416–421, archive.org – Internet Archive.
- Effect of Cold on Magnetic Needles. In: Quarterly Journal of Science. Band 14, 1823, S. 435–436, archive.org – Internet Archive.
- Historical Statement respecting Electro-Magnetic Rotation. In: Quarterly Journal of Science. Band 15, 1823, S. 288–292, archive.org – Internet Archive.
- Electro-Magnetic Current. In: Quarterly Journal of Science. Band 19, 1825, S. 338, archive.org – Internet Archive.
- Electric Powers of Oxalate of Lime. In: Quarterly Journal of Science. Band 19, 1825, S. 338–339, archive.org – Internet Archive.
- On the Electro-motive Force of Magnetism. By Signori Nobili and Antinori … with Notes by Michael Faraday. In: Philosophical Magazine and Annals of Philosophy. Band 11, Nummer 66, 1832, S. 401–413, archive.org – Internet Archive.
- Brief vom 1. Dezember 1832 an Joseph Louis Gay-Lussac: In: Annales de Chimie et de Physique. Band 51, 1832, S. 404–434, archive.org – Internet Archive.
- New Experiments relative to the Action of Magnetism on Electro-dynamic Spirals, and a Description of a new Electromotive Battery / by Salvatore dal Negro; with Notes by Michael Faraday. In: The London and Edinburgh philosophical magazine and journal of science. Band 1, Nummer 1, 1832, S. 45–49, biodiversitylibrary.org.
- On the Magneto-electric Spark and Shock, and on a peculiar Condition of Electric and Magneto-electric Induction. In: The London and Edinburgh philosophical magazine and journal of science. Band 5, 1834, Nummer 29, S. 349–354, biodiversitylibrary.org
- Additional Observations respecting the Magneto-electric Spark and Shock . In: The London and Edinburgh philosophical magazine and journal of science. Band 5, Nummer 30, 1834, S. 444–445, biodiversitylibrary.org
- Reply to Dr. John Davy’s „Remarks on certain statements of Mr. Faraday contained in his 'researches in electricity'“. In: The London and Edinburgh philosophical magazine and journal of science. Band 7, Nummer 41, 1835, S. 337–342, biodiversitylibrary.org.
- On the general magnetic relations and characters of the metals. In: The London, Edinburgh and Dublin Philosophical Magazine and Journal of Science. Band 8, Nummer 46, 1836, S. 177–181, books.google.de.
- Notice of the magnetic action of manganese at low temperatures, as stated by M. Berthier. In a letter from Mr. Faraday. In: The London, Edinburgh and Dublin Philosophical Magazine and Journal of Science. Band 9, Nummer 51, 1836, S. 65–66, archive.org – Internet Archive.
- On the general Magnetic Relations and Characters of the Metals: Additional Facts. In: The London, Edinburgh and Dublin Philosophical Magazine and Journal of Science. Band 9, Nummer 53, 1836, S. 161–163, archive.org – Internet Archive
- On a supposed new Sulphate and Oxide of Antimony. In: The London, Edinburgh and Dublin Philosophical Magazine and Journal of Science. Band 8, Nummer 49, 1836, S. 476–479, books.google.de.
- On the History of the Condensation of the Gases, in reply to Dr. Davy, introduced by some Remarks on that of Electro-magnetic Rotation. In: The London, Edinburgh and Dublin Philosophical Magazine and Journal of Science. Band 8, Nummer 49, 1836, S. 521–529, books.google.de.
- On a peculiar Voltaic Condition of Iron, by Professor Schoenbein, of Bale; in a Letter to Mr. Faraday: with further Experiments on the same Subject, by Mr. Faraday, communicated in a Letter to Mr. Phillips. In: The London, Edinburgh and Dublin Philosophical Magazine and Journal of Science. Band 9, Nummer 51, 1836, S. 53–65, archive.org – Internet Archive.
- Letter from Mr. Faraday to Mr. Brayley on some former Researches relative to the peculiar Voltaic Condition of Iron reobserved by Professor Schoenbein, supplementary to a Letter to Mr. Phillips, in the last Number. In: The London, Edinburgh and Dublin Philosophical Magazine and Journal of Science. Band 9, Nummer 52, 1836, S. 122–123, archive.org – Internet Archive.
- A letter to Prof. Faraday, on certain Theoretical Opinions; by R. Hare, M D., Professor of Chemistry in the University of Pennsylvania. In: The American Journal of Science and Arts. Band 28, 1840, S. 1–11, books.google.de.
- An Answer to Dr. Hare’s Letter on certain Theoretical Opinions. In: The London, Edinburgh and Dublin Philosophical Magazine and Journal of Science. Band 17, 1840, S. 54–65 books.google.de.
- On Dr. Hare’s second letter, and on the chemical and contact theories of the voltaic battery. In: The London, Edinburgh and Dublin Philosophical Magazine and Journal of Science. Band 22, Nummer 145, 1843, S. 268–269, books.google.de.
- On some supposed forms of Lightning. In: The London, Edinburgh and Dublin Philosophical Magazine and Journal of Science. Band 19, 1841, Nummer 122, S. 104–106, books.google.de.
- On Static Electrical Inductive Action. In: The London, Edinburgh and Dublin Philosophical Magazine and Journal of Science. Band 22, Nummer 144, 1843, S. 200–204, books.google.de.
- A speculation touching Electric Conduction and the Nature of Matter. In: The London, Edinburgh and Dublin Philosophical Magazine and Journal of Science. Band 24, Nummer 157, 1844, S. 236–144, books.google.de.

### Dritter Band (1855)
Der abschließende dritte Band, für den Faraday im Januar 1855 das Vorwort verfasste, umfasste die von 1846 bis 1855 entstandenen Folgen 19 bis 29 der Artikelserie Experimental Researches in Electricity. Die am 15. und 22. November 1854 vor der Royal Society gelesene abschließende dreißigste Folge, die erst 1856 veröffentlicht wurde und die Abschnitte 3363 bis 3430 umfasste, fehlte hingegen.
Neben den Folgen 19 bis 29 der Artikelserie Experimental Researches in Electricity umfasst der dritte Band folgende Artikel:
- On the Lines of Magnetic Force. In: Notices of the Proceedings at the Meetings of the Members of the Royal Institution with abstracts of the Discourses delivered at the Evening Meetings. Band 1, 1852, S. 105–108, archive.org – Internet Archive
- On the physical character of the lines of magnetic force. In: The London, Edinburgh, and Dublin Philosophical Magazine and Journal of Science. 4. Serie, Band 3, Taylor & Francis, London 1852, S. 401–428, books.google.de.
- On the Physical Lines of Magnetic Force. In: Notices of the Proceedings at the Meetings of the Members of the Royal Institution with abstracts of the Discourses delivered at the Evening Meetings. Band 1, 1852, S. 216–220, archive.org – Internet Archive.
- On the Magnetic Relation and Character of the Metals. In: The London, Edinburgh, and Dublin Philosophical Magazine and Journal of Science. Band 27, Nummer 127, 1845, S. 1–3, books.google.de.
- Thoughts on Ray-Vibrations. In: The London, Edinburgh, and Dublin Philosophical Magazine and Journal of Science. Taylor & Francis, 1846, S. 345–350, archive.org – Internet Archive.
- On the Magnetic Affection of Light, and on the Distinction between the Ferromagnetic and Diamagnctic Conditions of Matter. In: The London, Edinburgh, and Dublin Philosophical Magazine and Journal of Science. Taylor & Francis, 1846, S. 153–156.
- On the Magnetic Affection of Light, and on the Distinction between the Ferromagnetic and Diamagnctic Conditions of Matter. [Continued from S. 156.]. In: The London, Edinburgh, and Dublin Philosophical Magazine and Journal of Science. Taylor & Francis, 1846, S. 249–258.
- On the Diamagnetic conditions of Flame and Gases. In: The London, Edinburgh, and Dublin Philosophical Magazine and Journal of Science. Band 31, Taylor & Francis, 1847, S. 401–421.
- On the Motions presented by Flame when under the Electro-Magnetic Influence. By Prof. Zantedeschi. In: The London, Edinburgh, and Dublin Philosophical Magazine and Journal of Science. Band 31, Nummer 210, Taylor & Francis, 1847, S. 421–424, archive.org – Internet Archive
- On the Use of Gutta Percha in Electrical Insulation. In: The London, Edinburgh, and Dublin Philosophical Magazine and Journal of Science. Band 32, Nummer 210, Taylor & Francis, 1848, S. 165–167, archive.org – Internet Archive
- Observations on the Magnetic Force. In: Notices of the Proceedings at the Meetings of the Members of the Royal Institution with abstracts of the Discourses delivered at the Evening Meetings. Band 1, 1853, S. 229–238, archive.org – Internet Archive.
- On Electric Induction — Associated cases of current and static effects. In: Notices of the Proceedings at the Meetings of the Members of the Royal Institution with abstracts of the Discourses delivered at the Evening Meetings. Band 1, 1854, S. 345–355, archive.org – Internet Archive.
- On Subterraneous Electro-telegraph Wires. In: The London, Edinburgh, and Dublin Philosophical Magazine and Journal of Science. 4. Serie, Band 7, Nummer 47, Taylor & Francis, London 1854, S. 396–398, archive.org – Internet Archive
- On Magnetic Hypotheses. In: Notices of the Proceedings at the Meetings of the Members of the Royal Institution with abstracts of the Discourses delivered at the Evening Meetings. Band 1, 1854, S. 457–459, archive.org – Internet Archive.
- On some Points of Magnetic Philosophy. In: The London, Edinburgh, and Dublin Philosophical Magazine and Journal of Science. 4. Serie, Band 9, Nummer 57, Taylor & Francis, London 1855, S. 81–113, books.google.de.
- On some points of Magnetic Philosophy. In: Notices of the Proceedings at the Meetings of the Members of the Royal Institution with abstracts of the Discourses delivered at the Evening Meetings. Band 2, 1855, S. 6–13, archive.org – Internet Archive
- Further Observations on associated cases, in Electric Induction, of Current and Static Effects. In: The London, Edinburgh, and Dublin Philosophical Magazine and Journal of Science. 4. Serie, Band 9, Nummer 58, Taylor & Francis, London 1855, S. 161–165, books.google.de.

## Bibliografie
Englische Erstausgabe
- Experimental Researches in Electricity. 3 Bände, R. Taylor & W. Francis, London 1839–1855, Band 1, Band 2, Band 3 – Internet Archive.

Deutsche Ausgaben
- Experimental-Untersuchungen über Elektricität. 3 Bände, Übersetzt von Salomon Kalischer, Julius Springer, Berlin 1889–1891.
- Arthur Joachim von Oettingen (Hrsg.) Experimental-Untersuchungen über Elektricität von Michael Faraday. Ostwalds Klassiker der exakten Wissenschaften. Wilhelm Engelmann, Leipzig 1896–1903.
  - Reihe 1/2. Band 81, 1896, archive.org – Internet Archive.
  - Reihe 3/5, Band 86, 1897, archive.org – Internet Archive.
  - Reihe 6/8, Band 87, 1897, archive.org – Internet Archive.
  - Reihe 9/11, Band 126, 1901, archive.org – Internet Archive.
  - Reihe 12/13, Band 128, 1901, archive.org – Internet Archive.
  - Reihe 14/15, Band 131, 1902, archive.org – Internet Archive.
  - Reihe 16/17, Band 134, 1902, archive.org – Internet Archive.
  - Reihe 18/19, Band 136, 1903, archive.org – Internet Archive.
  - Reihe 20/23. Band 140, 1903, archive.org – Internet Archive.
- Experimental-Untersuchungen über Elektricität. In drei Bänden von Michael Faraday. Einleitung von Friedrich Steinle. Deutsche Übersetzung Salomon Kalischer. Harri Deutsch Verlag, Frankfurt am Main 2004.
  - Band 1, ISBN 3-8171-3292-1.
  - Band 2, ISBN 3-8171-3293-X.
  - Band 3, ISBN 3-8171-3294-8.

## Nachweise